# Геттісберг (фільм)
«Геттісберг» (англ. Gettysburg) — американський історичний фільм 1993 року, знятий за мотивами твору «Ангели-вбивці» Майкла Шаари. Спочатку був показаний як мінісеріал на телеканалі TNT, а 8 жовтня 1993 року випущений в обмежений кінопрокат на території США.

## Сюжет
Фільм розповідає про битву під Геттісбургом — найкровопролітнішу битву Громадянської війни в США. Це зіткнення між арміями Півночі та Півдня в окрузі Адамс, штат Пенсільванія, вважається переломною точкою в конфлікті, після якої жителі Півночі здобули повну перемогу. Битва тривала три дні, 1—3 липня 1863 року, і забрала безліч життів з обох боків.
На початку фільму шпигун Генрі Гаррісон (Купер Хукабі) повідомляє генерала Джеймс Лонгстріт (Том Беренджер) про наближення федеральної армії. У фільмі показано прибуття до Геттісберга федеральної кавалерії Джон Б'юфорд (Сем Елліотт) і перше зіткнення з жителями Півдня. Показано появу Першого федерального корпусу та загибель генерала Джон Рейнольдс, але не показано подальші події першого дня битви: штурм Семінарського хребта і втечу федеральної армії на Цвинтарний пагорб. Натомість показано, як вестові повідомляють генерала Роберта Лі (Мартін Шин) про втечу супротивника.
Події другого дня показані фрагментарно. Увага зосереджена на 20-му полку і його командирі Джошуа Чемберлене (Джефф Деніелс), які обороняли висоту Літтл-Раунд-Топ. Не показані битви за Вітфілд та Калпс-Гілл.
Остання третина фільму — події третього дня битви, причому увага зосереджена виключно на атаці Пікетта.

## Факти
- Збори в кінотеатрах США склали близько $10,77 млн.
- Фільм знятий до 130-х роковин битви. Знімався з якомога більшою достовірністю та подробицями. У зйомках, крім акторів, взяли участь кілька тисяч реконструкторів-добровольців. Під час створення сценарію використовувалися фрагменти документальної книги Майкла Шаара «Ангели-вбивці».
- Один із костюмів, що використовувалися при зйомках фільму, згодом використав для зйомок у фільмі-приквелі «Боги та генерали» відомий американський медіамагнат Тед Тернер.